# ماكس الكسندر (صحفي)
ماكس الكسندر (بالإنجليزية: Max Alexander)‏ هو صحفي أمريكي، ولد في 17 فبراير 1957.